# Bischofskirche von Koroinen

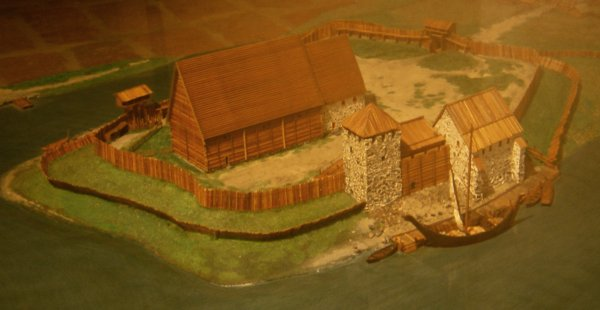
Rekonstruktion der Bischofskirche von Koroinen

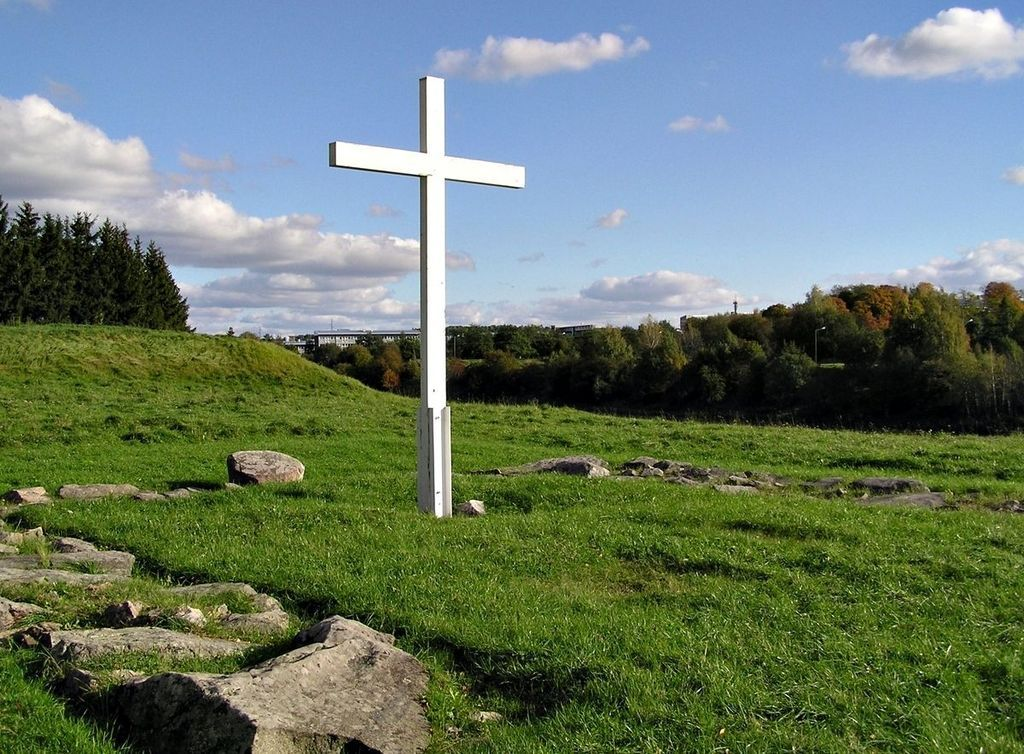
Steinfundamente und Gedenkkreuz an der Stelle der ehemaligen Bischofskirche von Koroinen

Die Bischofskirche von Koroinen war eine mittelalterliche Kirche im finnischen Ort Koroinen, der heute ein Stadtteil von Turku ist.
Der Sitz des Bischofs von Finnland wurde 1229 von Nousiainen nach Koroinen verlegt. Historische und archäologische Quellen legen nahe, dass eine erste Bischofskirche in den 1230er Jahren gebaut wurde. Es handelte sich um einen 27,5 × 10,5 m großen Holzbau. Die erste Kirche brannte wohl wenige Jahrzehnte später ab. An ihrer Stelle wurde wahrscheinlich Mitte des 13. Jahrhunderts eine neue, größere (27,5 × 14,5 m) Holzkirche gebaut. Neben den Überresten der Holzkirche sind die Fundamente von drei Wänden eines 12,5 × 12 m großen steinernen Gebäudes ausgegraben worden. Möglicherweise handelt es sich um einen Chor, der in der Zeit des Bischofs Catillus (1266–1286) angebaut wurde. In diesem Fall hätte es sich dabei um den ersten Schritt gehandelt, den Holzbau in eine Steinkirche umzubauen. Möglich ist aber auch, dass das Steingebäude erst später, Ende des 15. oder Anfang des 16. Jahrhunderts, als Gedenkkapelle für die in Koroinen begrabenen Bischöfe Bero, Ragvald und Catillus erbaut wurde.
Nach Fertigstellung des Doms von Turku wurde auch der Bischofssitz Ende des 13. Jahrhunderts nach Turku verlagert. Die Kirche von Koroinen blieb zunächst bestehen, wurde aber später (eventuell im 15. Jahrhundert) aufgegeben und verfiel völlig. 1898–1902 wurden ihre Fundamente durch archäologische Ausgrabungen freigelegt.